# Монастириська районна рада
Монастириська районна рада — колишній орган місцевого самоврядування у Монастириському районі Тернопільської області з центром у місті Монастириська.

## Історія
Районна рада утворена у вересні 1939[джерело?].
17 грудня 2020 року ліквідована шляхом приєднання до Чортківської районної ради.